# Bliskoistočno bojište Prvog svetskog rata
Bliskoistočno bojište Prvog svetskog rata obuhvata ratna dejstva između 29. oktobra 1914. i 30. oktobra 1918. Borci su sa jedne strane bili Osmansko carstvo (uključujući Kurde i neka arapska plemena), uz određenu pomoć drugih centralnih sila; a s druge strane, Britanci (uz pomoć Jevreja, Grka, Asirca i većine Arapa, zajedno sa Indijcima njihovog carstva), Rusi (uz pomoć Jermenaca) i Francuzi su među savezničkim silama. Bilo je pet glavnih kampanja: Sinajska i Palestinska kampanja, Mesopotamijska kampanja, Kavkaska kampanja, Persijska kampanja i Galipoljska kampanja. Bilo je i nekoliko manjih kampanja: Senuska kampanja, Arapska kampanja i Južnoarabijska kampanja.
Obe strane su koristile lokalne asimetrične sile u regionu. Na savezničkoj strani bili su Arapi koji su učestvovali u Arapskom ustanku i Jermenska milicija koja je učestvovala u Jermenskom otporu tokom Jermenskog genocida; zajedno sa jermenskim dobrovoljačkim jedinicama, Jermenska milicija je formirala Jermenski korpus Prve republike Jermenije 1918. godine. Pored toga, Asirci su se pridružili Saveznicima nakon Asirskog genocida, što je podstaklo Asirski rat za nezavisnost. Turske Osmanlije imale su podršku Kurda (do 1915), Turkomana, Čerkezaca, Čečena i niza iranskih, arapskih i berberskih grupa. Ovo bojište je pokrivalo najveću teritoriju od svih bojišta ovog rata.
Rusko učešće u teatru je okončano kao rezultat Erzindžanskog primirja (5. decembar 1917), nakon čega se revolucionarna Ruska vlada povukla iz rata pod uslovima iz Bres-litovskog sporazuma (3. mart 1918). Jermenci su prisustvovali Trabzonskoj mirovnoj konferenciji (14. mart 1918), koja je 4. juna 1918. rezultirala Batumovim ugovorom. Osmanlije su 30. oktobra 1918. prihvatile Mudroško primirje sa saveznicima i potpisale Sevrski ugovor 10. avgusta 1920. i kasnije Lozanski ugovor 24. jula 1923. godine.

## Napomene
1. ↑  In the Battle of Jarrab, the only major battle that the Emirate of Nejd and Hasa participated in during World War I
2. ↑  Total number in the combined Turkish-Azerbaijani Islamic Army of the Caucasus

## Literatura
- Erickson, Edward J. (2001). Ordered to Die: A History of the Ottoman Army in the First World War. Greenwood Publishing Group. ISBN 978-0-313-31516-9.
- Naayem, Joseph (1921). Shall This Nation Die?. New York: Chaldean Rescue. OCLC 1189853.
- Pasdermadjian, Garegin; Torossian, Aram (1918). Why Armenia Should be Free: Armenia's Role in the Present War. Hairenik Pub. Co. стр. 45.
- Pongiluppi, Francesco (2015). „The Energetic Issue as a Key Factor of the Fall of the Ottoman Empire”.  Ур.: Biagini; Motta. The First World War: Analysis and Interpretation. 2. Newcastle: Cambridge Scholars Publishing. стр. 453—464.
- Shaw, Stanford Jay; Shaw, Ezel Kural (1977). History of the Ottoman Empire and Modern Turkey. Cambridge University Press.
- Murphy, David (2008). The Arab Revolt 1916–18 Lawrence sets Arabia Ablaze. London: Osprey. ISBN 978-1-84603-339-1..
- Slot, B.J. (2005). Mubarak Al-Sabah: Founder of Modern Kuwait 1896–1915. London: Arabian Publishing. ISBN 9780954479244.
- Allen, William Edward David; Muratov, Pavel Pavlovich (1999). Caucasian Battlefields, A History of Wars on the Turco-Caucasian Border, 1828–1921. Nashville, TN: Battery Press. ISBN 978-0-89839-296-8.
- Erickson, Edward J. (2014). Gallipoli & the Middle East 1914–1918: From the Dardanelles to Mesopotamia. Amber Books Ltd.
- Fawaz, Leila Tarazi (2014). A Land of Aching Hearts: The Middle East in the Great War. Cambridge, Massachusetts: Harvard University Press. ISBN 9780674735651. OCLC 894987337.
- Johnson, Rob (2016). The Great War and the Middle East. Oxford UP. ISBN 978-0-19-968328-4.
- Knight, Paul (2013). The British Army in Mesopotamia, 1914-1918. Jefferson, North Carolina: McFarland. ISBN 9780786470495. OCLC 793581432.
- Silberstein, Gerard E. (1965). „The Central Powers and the Second Turkish Alliance, 1915”. Slavic Review. 24 (1): 77—89. JSTOR 2492991. S2CID 164195568. doi:10.2307/2492991.
- Strachan, Hew (2003). The First World War: Volume I: To Arms. Oxford University Press. стр. 644—93.
- Tanielian, Melanie Schulze (2018). Charity of War: Famine, Humanitarian Aid and World War I in the Middle East. Stanford University Press. ISBN 9781503603523.
- Ulrichsen, Kristian Coates (2014). The First World War in the Middle East. Hurst. ISBN 978-1-84904-274-1.
- Van Der Vat, Dan (1986). The ship that changed the world. Grafton. ISBN 9780586069295.
- Weber, Frank G. (1970). Eagles on the Crescent: Germany, Austria, and the diplomacy of the Turkish alliance, 1914–1918. Cornell University Press.
- Woodward, David R. (2006). Hell in the Holy Land: World War I in the Middle East. Lexington: The University Press of Kentucky. ISBN 978-0-8131-2383-7.